# Ганс фон Ройтлинген
Ганс (Ханс, Йоханнес, Иоганн) фон Ройтлинген (нем. Hans von Reutlingen; 1465, Ахен — 1547, Ахен) — немецкий ювелир Священной Римской Империи, работавший в Ахене во времена правления императоров Максимилиана I и Карла V. 

## Работы
Ганс фон Ройтлинген изготавливал печати, ювелирные украшения, предметы религиозного назначения (реликварии, монстранции и т.д.). 
Его длительная карьера пришлась на эпоху поздней готики и раннего Возрождения. Прожил более 80 лет, из которых около 40 пользовался общеевропейской славой одного из ведущих ювелиров. Фактически, являлся руководителем крупной мастерской со многими учениками и подмастерьями, однако, по традиции того времени, в качестве автора всех изготовленных мастерской произведений упоминается только его имя. Работы, вышедшие из мастерской фон Ройтлингена можно узнать по характерному клейму: монограмме «JR» («Johannes Reutlingen»; «Йоханнес Ройтлинген»), буквы в которой располагались крестообразно.
Среди множества важных заказов, выполненных фон Ройтлингеном, выделяется изготовленный из драгоценных металлов новый чеканный оклад (накладная обложка) для каролингского Имперского Евангелия, которое уже в его эпоху считалось древним (было создано в VIII веке нашей эры) и использовалось во время коронаций императоров Священной Римской империи.

## Галерея

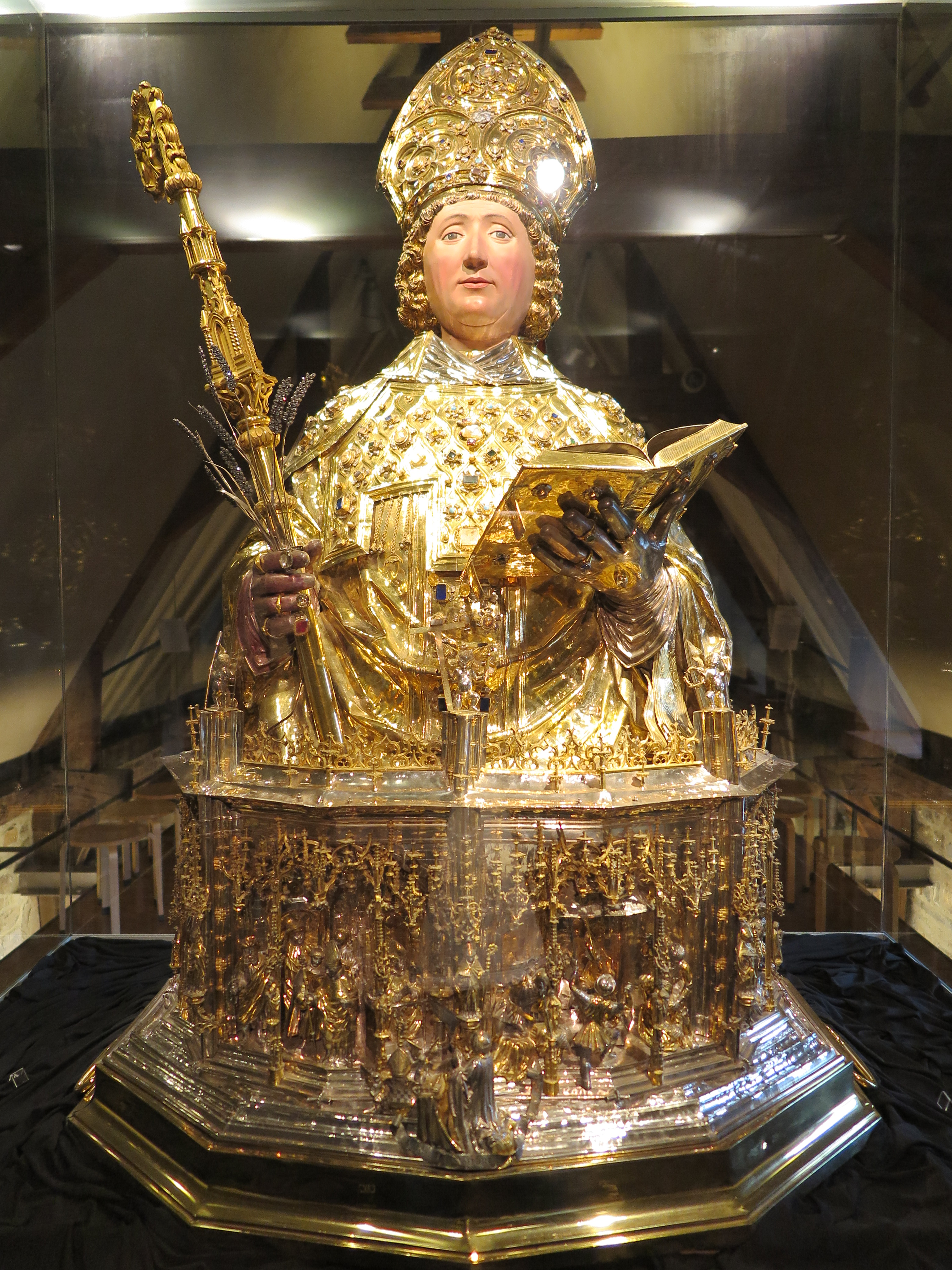
Реликварий Святого Ламберта Маастрихтского, Льежский собор, Льеж, Бельгия
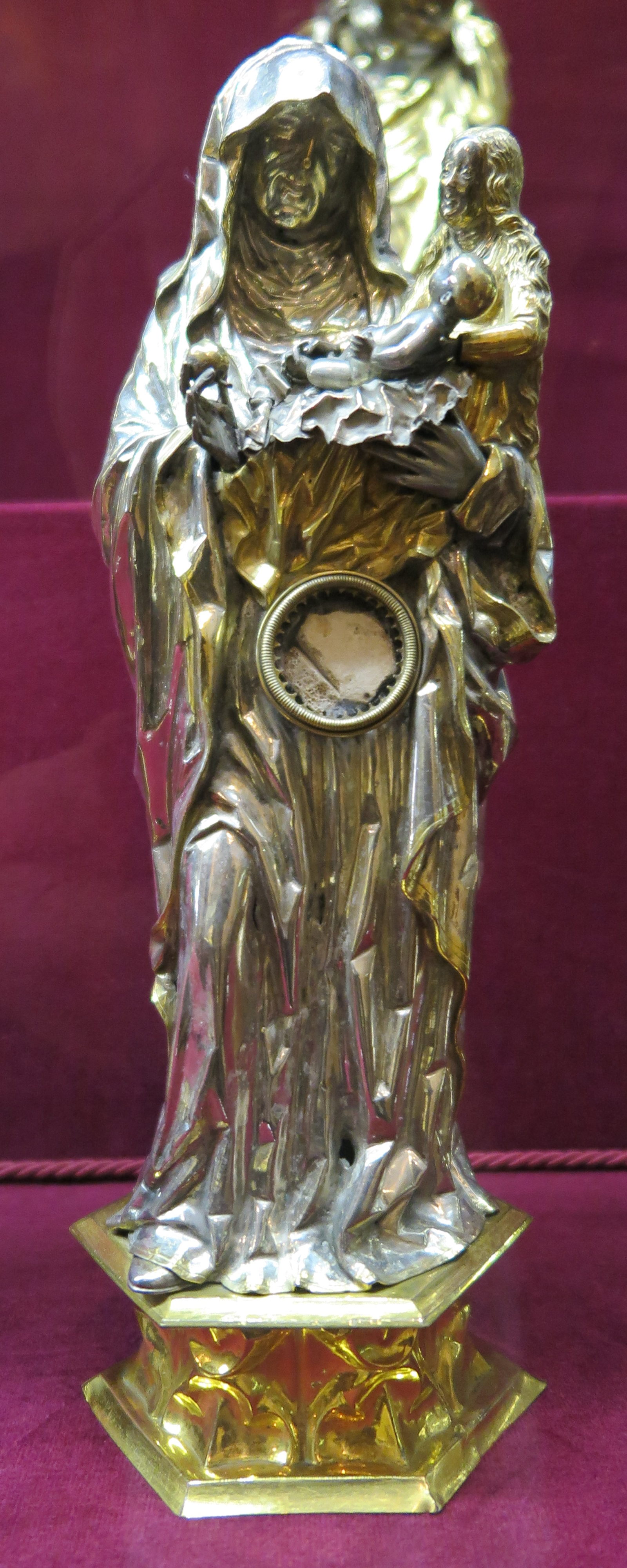
Реликварий Святой Анны (?) в форме статуи Святой Анны с Мадонной и Младенцем и местом для хранения реликвии, Базилика Тонгеренской Богоматери, Тонгерен, Бельгия
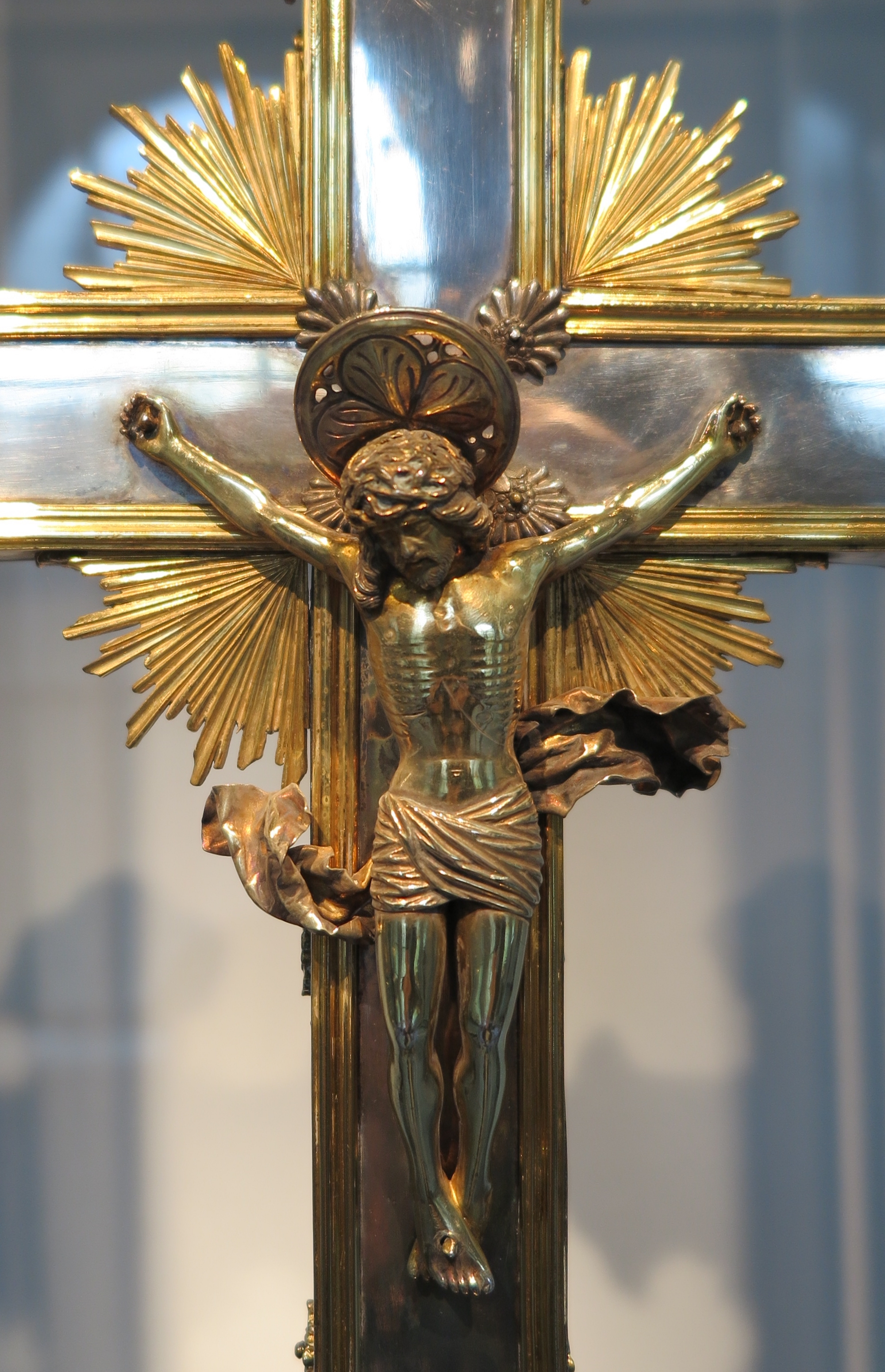
Фигура Распятого Христа работы фон Ройтлингена, перемонтированная на более поздний барочный крест, Церковь Святого Иоанна, Ахен
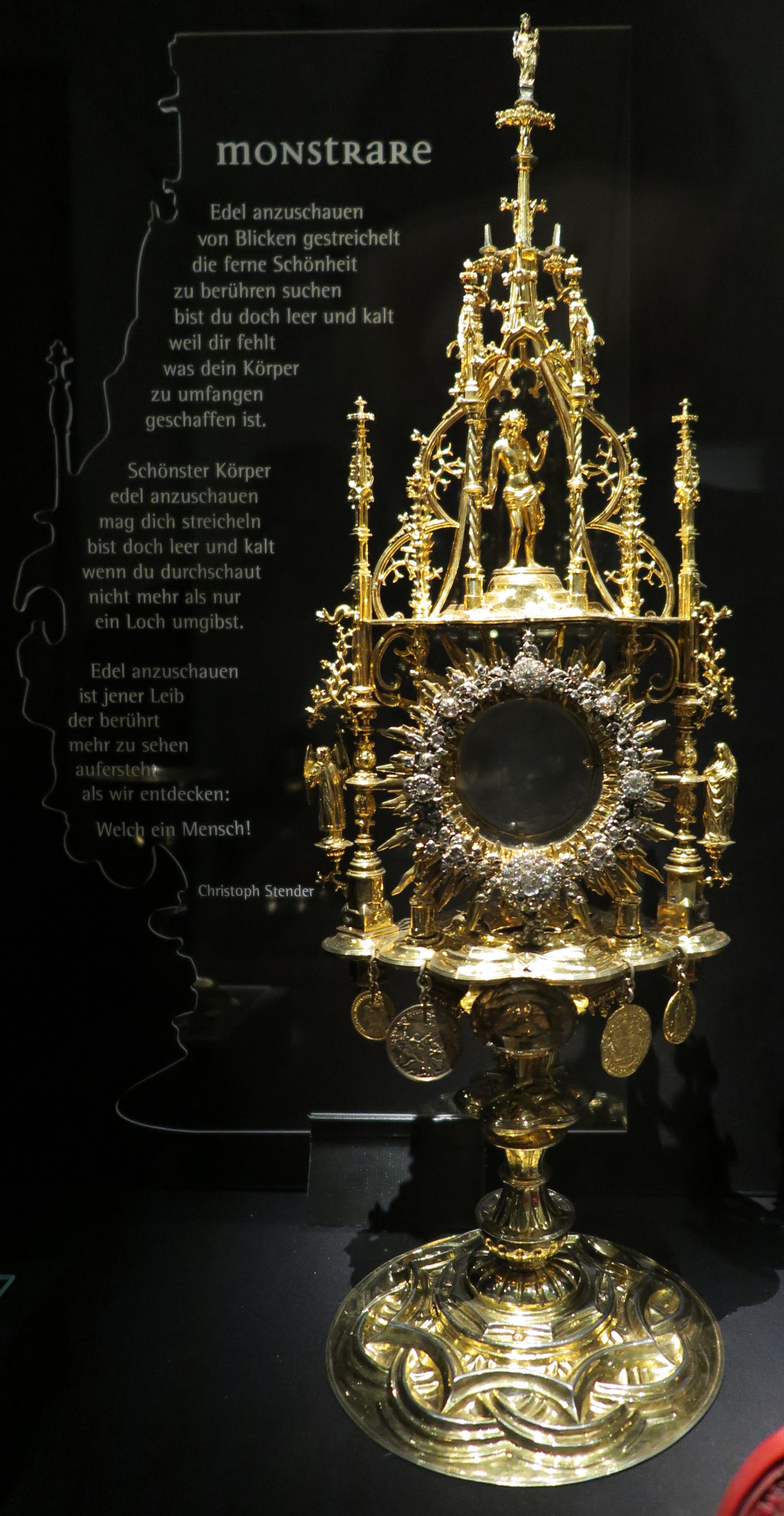
Монстранция. Дар императора Карла V Ахенскому собору. Сокровищница Ахенского собора
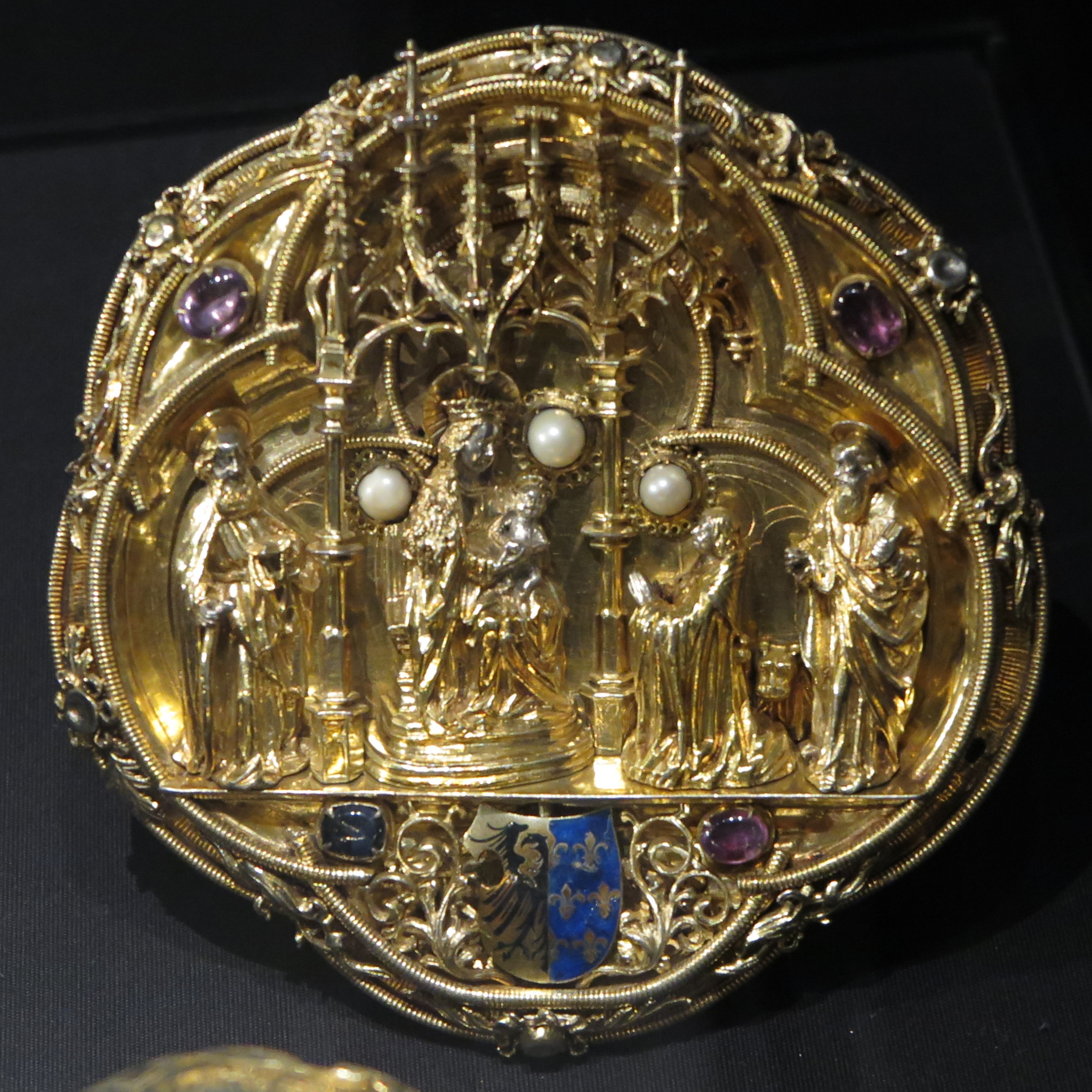
Застёжка для капы
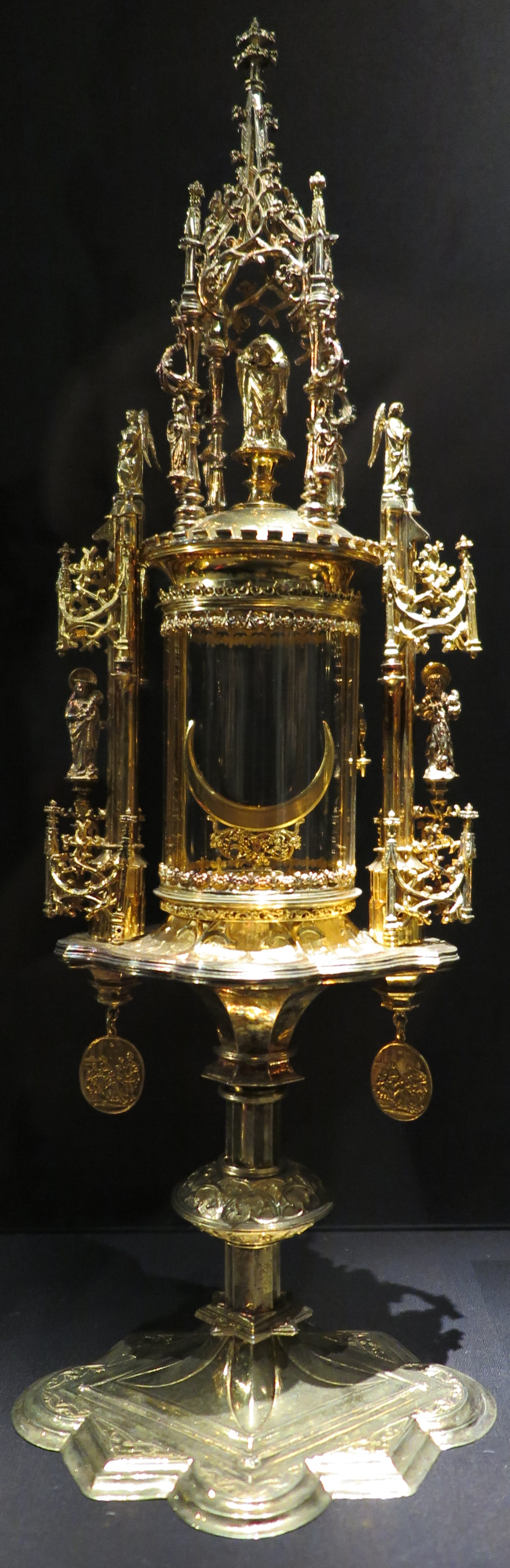
Монстранция с фигурой Святого Дионисия Парижского (в центре, под сенью), Сокровищница Ахенского собора
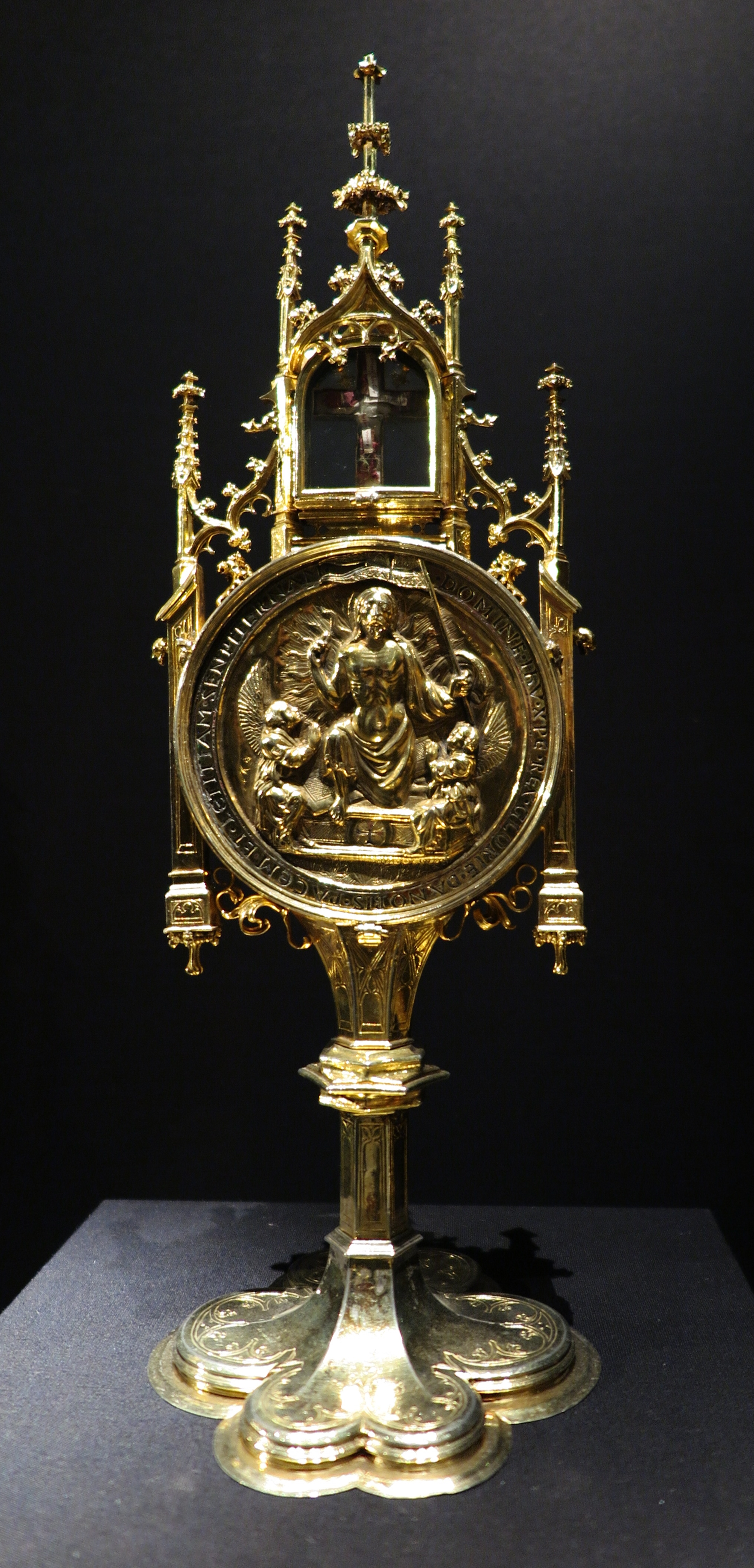
Реликварий, Сокровищница Ахенского собора